# Стефано Каррільйо
Сте́фано Еммануе́ль Каррі́льйо Кальдеро́н (ісп. Stéphano Emmanuel Carrillo Calderón; нар. 7 березня 2006, Гомес-Паласіо) — мексиканський футболіст, нападник нідерландського клубу «Феєнорд».

## Клубна кар'єра

### «Сантос Лагуна»
У віці 13 років почав займатися футболом в академії клубу «Сантос Лагуна». 18 лютого 2024 року дебютував в основному складі клубу в матчі Ліги МХ проти «Пумас» (турнір Клаусури 2024), вийшовши на заміну Хордану Каррільйо. 7 квітня 2024 року в поєдинку Ліги МХ проти «Америки» забив свій перший гол у професіональній кар'єрі.

### «Феєнорд»
4 лютого 2025 року перейшов у нідерландський «Феєнорд», підписавши чотирирічний контракт до літа 2029 року. 22 лютого 2025 року дебютував за нову команду в матчі Ередивізі проти «Алмере Сіті», замінивши Хуліана Каррансу.

## Кар'єра в збірній
Виступав за збірні Мексики до 16, до 17 і до 20 років.
В лютому 2023 року в складі збірної Мексики до 17 років виступав на юнацькому чемпіонаті КОНКАКАФ, шо проходив у Гватемалі. На турнірі провів 6 матчів і забив 8 голів, у тому числі м'яч у фіналі проти збірної США, ставши найкращим бомбардиром чемпіонату, на якому мексиканці здобули перемогу.
В жовтні 2023 року потрапив в заявку мексиканської збірної на юнацький чемпіонат світу в Індонезії. На турнирі провів 4 матчі, в яких відзначився м'ячем проти збірної Венесуели і дублем проти збірної Нової Зеландії, а його команда вибула в 1/16 фіналу, поступившись малійцям.
В липні 2024 року в складі збірної до 20 років брав участь в молодіжному чемпіонаті КОНКАКАФ, що проводився у Мексиці. На турнірі провів 6 матчів, відзначившись голом проти збірної Панами, а його команду у підсумку здобула золоті медалі.

## Статистика виступів
Станом на 25 квітня 2025
| Клуб              | Сезон             | Чемпіонат         | Чемпіонат | Чемпіонат | Кубок | Кубок | Єврокубки | Єврокубки | Інші  | Інші | Всього | Всього |
| Клуб              | Сезон             | Дивізіон          | Матчі     | Голи      | Матчі | Голи  | Матчі     | Голи      | Матчі | Голи | Матчі  | Голи   |
| ----------------- | ----------------- | ----------------- | --------- | --------- | ----- | ----- | --------- | --------- | ----- | ---- | ------ | ------ |
| Сантос Лагуна     | 2023–24           | Ліга МХ           | 6         | 1         | –     | –     | –         | –         | –     | –    | 6      | 1      |
| Сантос Лагуна     | 2024–25           | Ліга МХ           | 12        | 0         | –     | –     | —         | —         | —     | —    | 12     | 0      |
| Сантос Лагуна     | Всього            | Всього            | 18        | 1         | —     | —     | —         | —         | —     | —    | 18     | 1      |
| Феєнорд           | 2024–25           | Ередивізі         | 3         | 0         | 0     | 0     | 0         | 0         | 0     | 0    | 3      | 0      |
| Всього за кар'єру | Всього за кар'єру | Всього за кар'єру | 21        | 1         | 0     | 0     | 0         | 0         | 0     | 0    | 21     | 1      |

## Досягнення
Збірна Мексики (до 17)
- Переможець юнацького чемпіонату КОНКАКАФ (до 17 років): 2023[23]

Збірна Мексики (до 20)
- Переможець молодіжного чемпіонату КОНКАКАФ: 2024[24]

Особисті
- Найкращий бомбардир юнацького чемпіонату КОНКАКАФ (до 17 років): 2023 (8 голів)[25]
- Символічна збірна юнацького чемпіонату КОНКАКАФ (до 17 років): 2023[26]